# Église Saint-Pierre de Moirans
Pour les articles homonymes, voir Église Saint-Pierre.
L'église Saint-Pierre est une église catholique située à Moirans, en France.

## Localisation
L'église est située dans le département français de l'Isère, sur la commune de Moirans.

## Historique
L'église est citée pour la première fois en 1016 dans l'acte de donation de l'église par l'évêque de Grenoble Humbert Ier d'Albon à l'abbaye Sainte-Marie de Cruas. C'était le seul prieuré de l'abbaye de Cruas dans le diocèse de Grenoble.
Deux fragments d'épitaphes trouvés, l'un dans les fouilles faites dans le cimetière en 1863, l'autre remployé dans le mur de clôture de l'ancien presbytère, peuvent être datées du VIe siècle et du VIIe siècle, montrent l'antiquité du culte chrétien à Moirans.
Les fouilles réalisées à partir 2002 ont permis de mettre en évidence trois phases de construction :  
- à La fin du XIe siècle ou au début du XIIe siècle, l'église ne comprend qu'une seule nef avec un transept débordant voûté en berceau sur lequel se greffent deux absidioles et l'abside du chœur,
- au milieu du XIIe siècle, la nef centrale est flanquée de deux collatéraux,
- la nef centrale s'effondre au début du XIVe siècle. La nef centrale est reconstruite avec moins d'arcades pour les murs entre la nef centrale et les collatéraux. Les collatéraux son abaissés et des fenêtres sont percées en partie haute des murs séparant la nef centrale des collatéraux pour améliorer l'éclairage de la nef centrale. La nef central et les collatéraux ne sont plus voûtés.

Une nouvelle consécration de l'église est faite en 1333.
Le clocher s'est effondré en 1486. Il est reconstruit, peut-être à l'identique au-dessus de la première de la nef avec trois ouvertures en plein cintre sur les grands côtés et deux sur les petits. La flèche en tuf n'a été relevée qu'au XVIIIe siècle.
La famille de Sautereau détient la seigneurie de Moirans entre 1446 et le début du XVIe siècle et entre 1573 et 1745. Elle assure le patronage du prieuré et donne plusieurs prieurs au prieuré entre le XVe siècle et le XVIIIe siècle. Abel de Sautereau (1603-1532), vicaire général du diocèse de Grenoble, fait restaurer la chapelle Notre-Dame-de Pitié en 1627.
Après la construction d'une nouvelle église paroissiale, l'église priorale est désaffectée en 1903. Elle devient un débarras, puis un gymnase, enfin une salle des fêtes.

## Description
L'église actuelle se compose d'une nef centrale de cinq travées non voûtée flanquée de deux collatéraux mesurant 30 m de long et 17 m de largeur, avec un transept peu saillant sur lequel s'ouvre l'abside du chœur et des deux absidioles.

## Protection
L'édifice est classé au titre des monuments historiques le 21 décembre 1984.

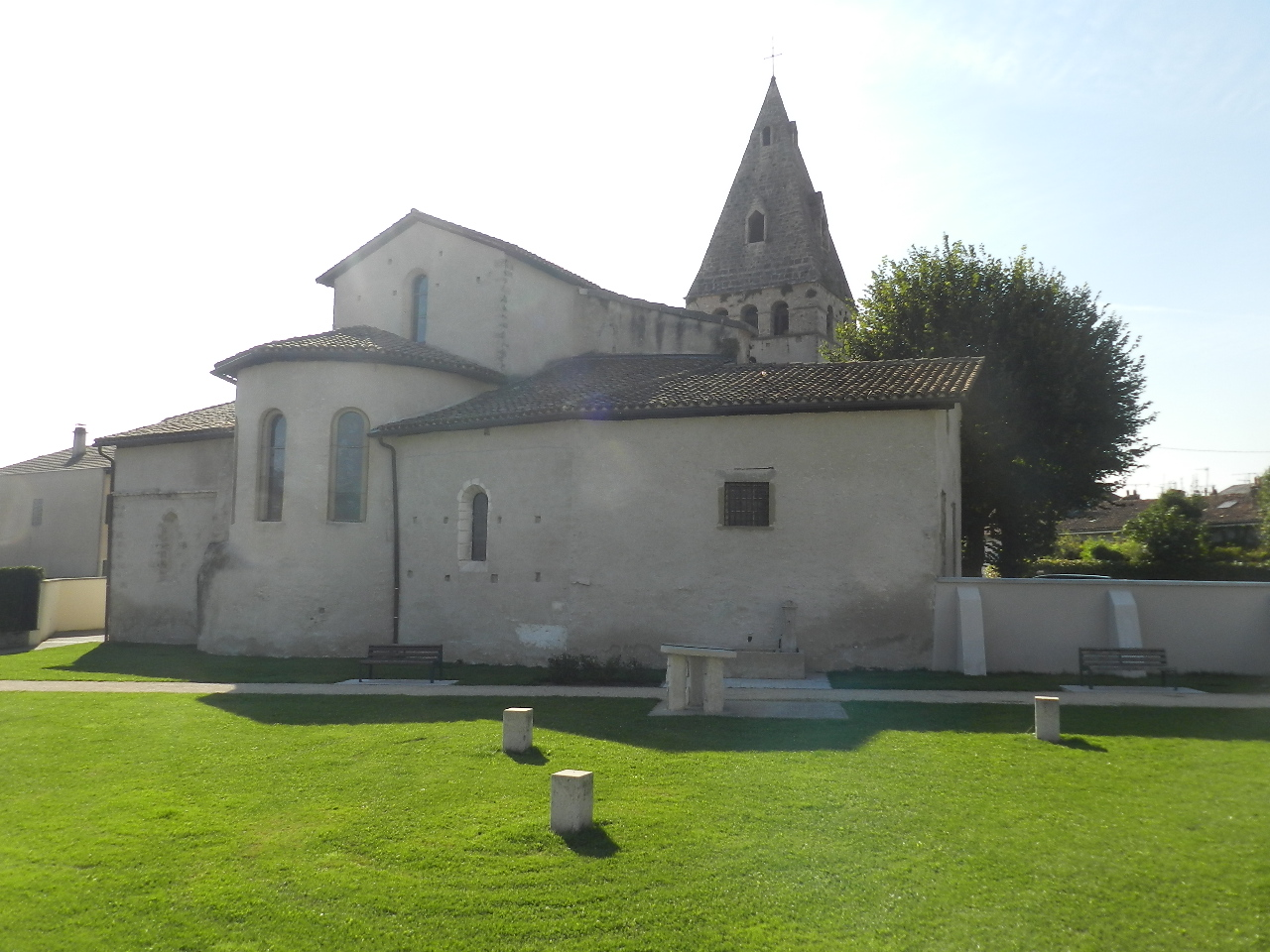
Vue de l'arrière.
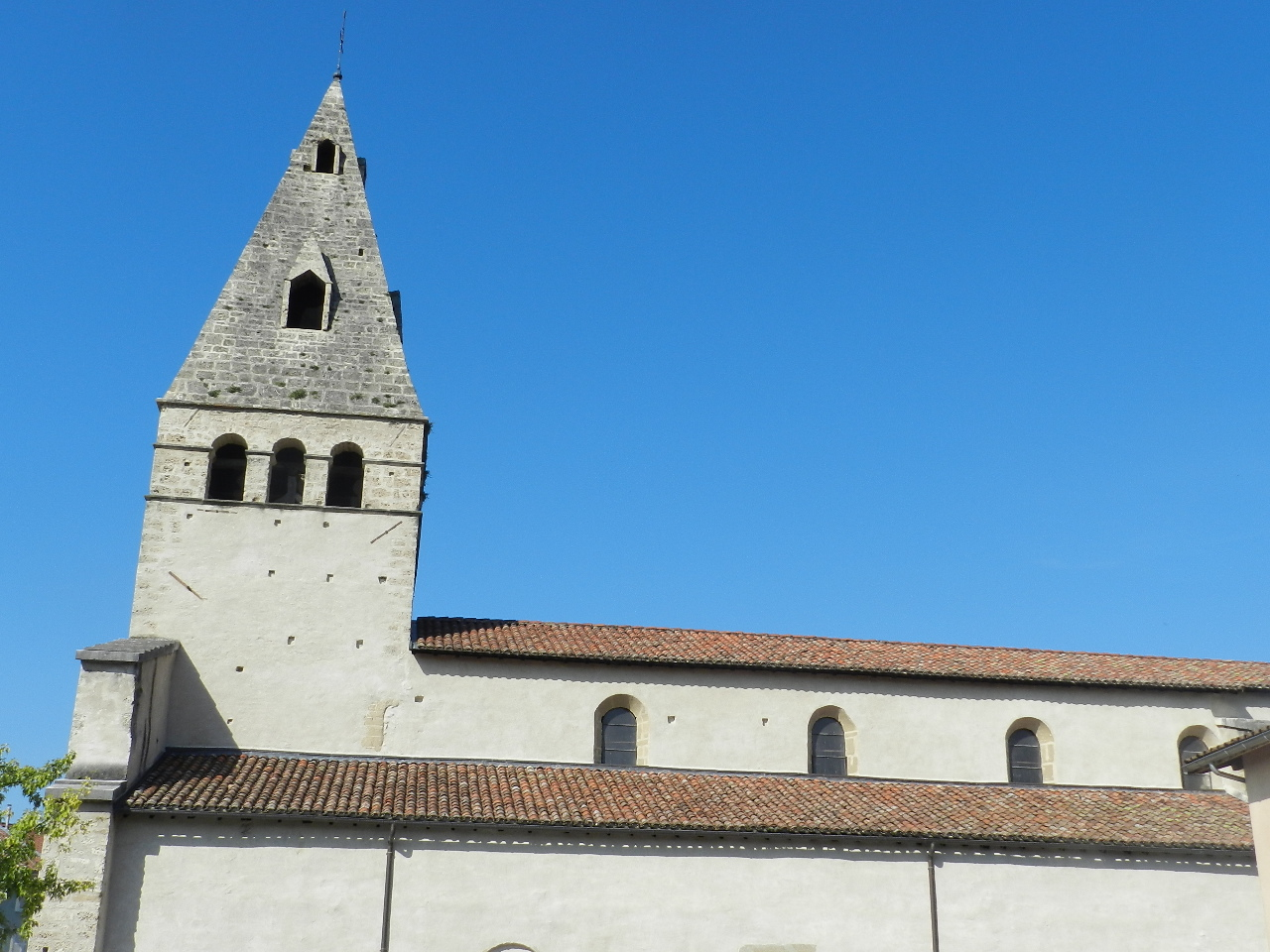
Vue du sud.
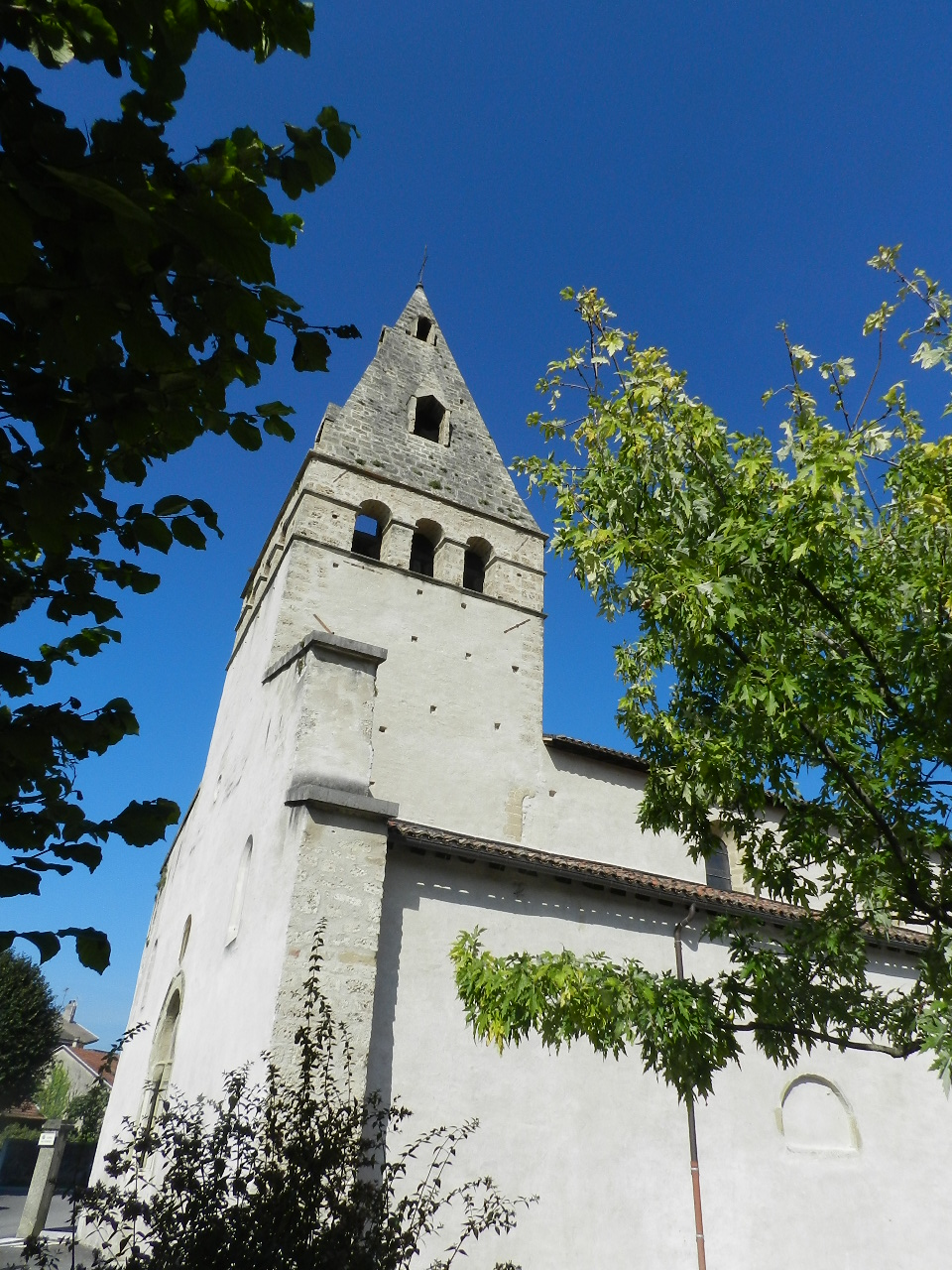
Le clocher.
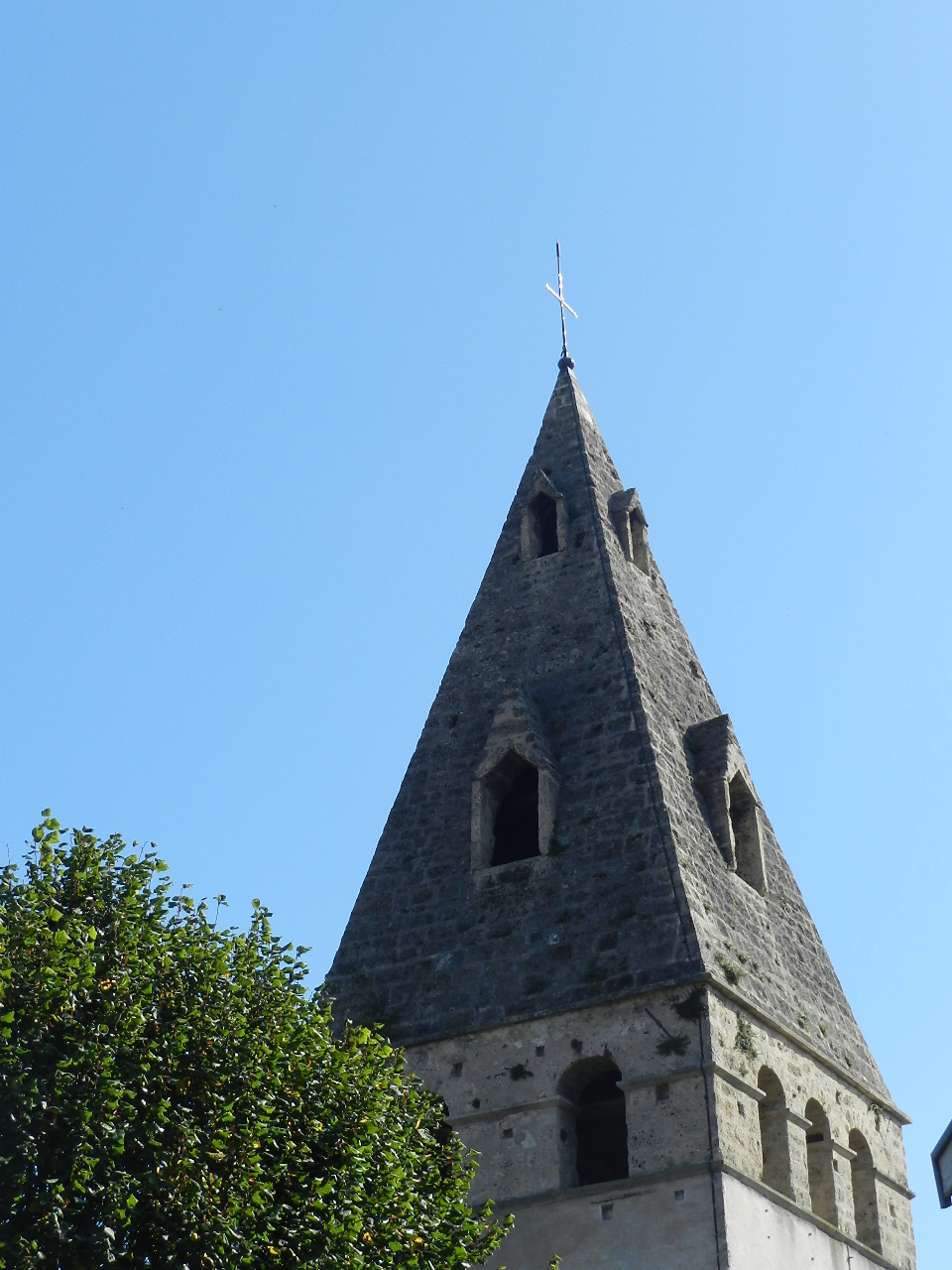
Le clocher.